# Hesler Phillips
Gesler Philips (18 novembre 1978) è un ex calciatore honduregno, di ruolo centrocampista.